# زاغ مقلد
زاغِ مقلد یا ماکینگ‌جِی (انگلیسی: Mockingjay) رمان علمی تخیلی اثر نویسنده آمریکایی، سوزان کالینز است که در سال ۲۰۱۰ میلادی منتشر شد. این کتاب آخرین قسمت از مجموعهٔ سه‌گانه بازی‌های گرسنگی است؛ اولین قسمت این مجموعه در سال ۲۰۰۸ با نام بازی‌های گرسنگی و قسمت دومش در ۲۰۰۹ با نام اشتعال منتشر شده بودند. این کتاب ادامهٔ داستان کتنیس اوردین است که طی آن موفق می‌شود مردم سرزمین پانم را در شورشی علیه استبداد کاپیتول متحد کند.
چاپ گالینگور و نسخهٔ صوتی زاغ مقلد توسط اسکلاستیک در ۲۴ اوت ۲۰۱۰ منتشر شد و شش روز بعد کتاب الکترونیک آن به بازار آمد. این کتاب در هفته اول انتشار بیش از ۴۵۰٬۰۰۰ نسخه فروش داشت، که بیش از انتظار ناشر آن بود. این کتاب به‌طور کلی واکنش مثبت منتقدان را درپی‌داشت. اقتباسی از رمان در قالب دو فیلم ساخته شد؛ بخش اول آن در ۲۱ نوامبر ۲۰۱۴ و بخش دوم در ۲۰ نوامبر ۲۰۱۵، منتشر شدند.

## الهام‌گیری و توسعه
کالینز گفته که منبع الهام‌بخش اصلی برای سه‌گانه بازی‌های گرسنگی داستان کلاسیک یونانی، تسئوس و مینوتور بوده‌است. در اساطیر یونانی، مردم آتن مجبور بودند به عنوان مجازاتی برای قتل آندروگئوس، فرزند شاه مینوس، هر سال هفت پسر و دختر جوان را به کرت پیشکش کنند تا مینوس آن‌ها را به هزارتوی پرپیچ‌وخمی بفرستد و مینوتور آنان را بخورد. تسئوس، پسر پادشاه آتنی‌ها، تصمیم گرفت برای پایان دادن به این دهشت مینوس و مینوتور، وارد عمل شود. او داوطلب شد تا به هزارتو برود و در آنجا موفق شد مینوتور را به قتل برساند.
کالینز گفته‌است تشابه زیادی بین امپراتوری روم و ملت خیالی پانم وجود دارد. او بازی‌های گرسنگی را «نسخه‌ای به روز شده از مسابقات گلادیاتوری در روم که دولت مردم را به عنوان یک سرگرمی محبوب، بی‌رحمانه وادار به مبارزه تا پای مرگ می‌کرد» توصیف کرده‌است. کالینز همچنین توضیح می‌دهد که نام «پانم» از عبارت لاتین «Panem et Circenses»، که به معنی «نان و سیرک» است، گرفته شده و اشاره به استراتژی مورد استفاده توسط امپراتوران روم برای دلجویی از توده‌ها با پخش کردن غذا و ایجاد سرگرمی، دارد.
به عنوان آخرین قسمت از سه‌گانه، زاغ مقلد شامل ۳ بخش است که هرکدام به ۹ فصل تقسیم شده و کتاب مجموعاً ۲۷ فصل دارد. کالینز پیش‌تر از این ساختار در مجموعهٔ دیگر خود به نام تواریخ دنیای زیرین استفاده کرده بود که در زمینهٔ نمایش‌نامه‌نویسی است. این ساختار «سه پرده‌ای» در سه‌گانه بودن داستان کلی هم آشکار است؛ کالینز گفته «از ابتدا می‌دانسته» که در حال نگارش یک سه‌گانه است.
تصویر جلد و اطلاعات مربوط به عنوان کتاب توسط اسکلاستیک در ۱۱ فوریه ۲۰۱۰ پخش شدند. طراحی جلد ادامهٔ روند جلدهای پیشین است و بر نمادی از صلح نقش بسته. عنوان این رمان از پرنده‌ای ترکیبی در دنیای داستان و با همین نام، اتخاذ شده‌است. انترتینمنت ویکلی دربارهٔ مفهوم این نام‌گذاری می‌گوید: «پرندهٔ ترکیبی به عنوان نمادی مهم — از امید و شورش — در سراسر کتاب بود.» کالینز شخصیت کتنیس را به زاغ مقلد تشبیه کرده چون هر دو «هرگز نباید وجود می‌داشتند».

## داستان
کتنیس به همراه خواهرش پرایم و دوستانش، فینیک و گِیل در تأسیسات زیرزمینی منطقهٔ ۱۳ به سر می‌برند که به شدت توسط شورشیان علیه پانم سازمان‌دهی شده‌است. سرانجام کتنیس موافقت می‌کند که به عنوان «زاغ مقلد»، به نماد شورش بدل شود و در پروپاگاندا شرکت کند، به این شرط که رئیس‌جمهور کُوین به تمامی پیش‌کش‌های بازمانده، من جمله پیتا ملارک (دوست کتنیس) و آنی کریستا (معشوقهٔ فینیک) مصونیت اعطا کند.
کتنیس و شورشیان می‌دانستند پیتا زنده است، هرچند توسط کاپیتول شکنجه می‌شود و تلاش می‌کند با این کار کتنیس را تحریک و کنترل کند. هنگامی که کتنیس موفق به فرار شد، پیتا در آرنا ماند و رژیم کاپیتول او را شستشوی مغزی داد تا با انجام کارهایی برنامه‌ریزی‌شده ترس و نومیدی را در کتنیس تقویت کند. در یک عملیات نجات نیروهای منطقهٔ ۱۳ موفق می‌شوند پیتا را نجات دهند اما او اقدام به قتل کتنیس می‌کند و پس از آن مورد محافظت شدید قرار می‌گیرد و با تزریق آرام‌بخش از او نگهداری می‌کنند.
با پیشنهاد یک استراتژی بحث‌برانگیز توسط گیل، پیروزی قاطعی در منطقهٔ ۲ به وجود می‌آید و باعث می‌شود شورشیان حملهٔ نهایی خود به سوی کاپیتول را آغاز کنند. کتنیس هم به همراه یک تیم فیلم‌برداری و محافظ به نواحی نسبتاً آرام‌تر جبهه اعزام می‌شود تا فیلمی تبلیغاتی بسازد. رئیس‌جمهور کوین اجازه می‌دهد پیتا هم در این سفر او را همراهی کند، هرچند او هنوز خطرناک و غیرقابل پیش‌بینی است. کتنیس به رئیس‌جمهور کوین مظنون است؛ او علی‌رغم نفوذ بیش از حد و حامیان زیادی که کوین دارد، حمایتی از ادامهٔ ریاستش نشان نداده‌است.
در حالی که آن‌ها در یک محلهٔ ظاهراً پاکسازی شده به سر می‌بردند، باگز (فرماندهٔ تیم)، در اثر موانعی که کاپیتولی‌ها پیش از خروجشان در ویرانه‌ها کار گذاشته‌اند، کشته می‌شود. پیش از مرگ، او مسئولیت گروه را بر عهدهٔ کتنیس می‌گذارد. کتنیس در اینجا تصمیم می‌گیرد شخصاً به کاپیتول رفته و رئیس‌جمهور اسنو (رهبر دیکتاتور کاپیتول) را بکشد و تیم او هم به دنبالش می‌روند. در جنگ شدید شهری بیشتر رفقای کتنیس، از جمله فینیک، کشته می‌شوند. هنگامی که او به عمارت اسنو می‌رسد، یک هواپیما بمب‌هایی را با چتر در میان گروهی از کودکان کاپیتولی که به عنوان سپر انسانی در اطراف عمارت بودند، پرتاب می‌کند و برخی از بمب‌ها منفجر می‌شوند. نیروهای امداد شورشیان (از جمله پرایم، خواهر کتنیس) برای کمک به کودکان آسیب‌دیده با عجله وارد معرکه می‌شوند، اما این بار بقیه بمب‌ها با تأخیر منفجر شده و تلفات سنگینی به امدادگران می‌زند. پرایم کشته می‌شود و کتنیس با سوختگی شدید جان سالم به‌درمی‌برد، لیکن شورشیان موفق به فتح کاپیتول می‌شوند.
کتنیس در دورهٔ بهبودی خود عمیقاً از مرگ خواهرش در رنج است. او به دیدن اسنو، که حالا محبوس شده، می‌رود. اسنو ادعا می‌کند که کوین مسئول بمباران اخیر بوده و چنین استدلال می‌کند که کوین با این کار قصد داشت واپسین حامیان دیکتاتوری کاپیتول را یکجا به قتل رساند و اسنو می‌گوید که در قبال شرط مصونیت خود، این بمباران را پذیرفت و انجام داد. کتنیس وحشت‌زده می‌شود؛ او متوجه می‌شود که خواهرش در عملیاتی کشته شده که در آن از تاکتیک پیشنهادی گیل استفاده کرده‌اند، هرچند این بار برای یک هدف غیرنظامی. کتنیس در مورد دخالت احتمالی گیل از او سؤال می‌کند، ولی او ظاهراً چیزی نمی‌داند.
کتنیس به این نتیجه می‌رسد که کوین قصد دارد تحت نام جمهوری به جایگاه سابق اسنو دست یابد و وضعیت پیشین را حفظ کند. در روزی که قرار است اسنو اعدام شود، کوین که حالا رئیس‌جمهور موقت است، از پیشکش‌های باقیمانده می‌پرسد که نظرشان دربارهٔ برگزاری دوره‌ای جدید از بازی‌های گرسنگی، با شرکت فرزندان رهبران پیشین کاپیتول چیست. بیتی، آنی و پیتا رای مخالف می‌دهند، در حالی که یوحانا و انوباریا رأیشان مثبت است. کتنیس پس از آن‌ها می‌گوید «به خاطر پرایم، بله.» هِیمیچ هم می‌گوید: «من با زاغ مقلد هستم.»
هنگامی که کتنیس برای اجرای حکم اعدام اسنو آماده می‌شود، او چلّهٔ کمان را به سوی سینه‌اش می‌کشد تا نشان دهد قصد کشتن اسنو را دارد، اما در لحظهٔ آخر می‌چرخید و تیر را به سمت کوین پرتاب می‌کند. او بلافاصله پس از کشتن کوین اقدام به خودکشی می‌کند، اما پیتا جلوی او را می‌گیرد. کتنیس را دستگیر می‌کنند و تا پایان شورش‌های آتی محبوس نگه می‌دارند. در پایان این قضایا، اسنو دیگر مُرده است.
کتنیس به دلیل جنون از مجازات مرگ می‌گریزد و او را به منطقهٔ ۱۲ می‌فرستند. ماه‌ها بعد، پیتا و برخی دیگر از بومیان پیشین منطقهٔ ۱۲ به آنجا بازمی‌گردند. پیتا به تدریج خاطرات عشقش به کتنیس را بازیابی می‌کند. این دو با یکدیگر کتاب خاطراتی دربارهٔ آنچه رخ داده می‌نویسند. پیتا همچنان گاهی به خاطر شستشوی مغزی میان حقیقت و دروغ فریفته می‌شود و کتنیس هم هنوز در خواب در اثر دیدن کابوس فریاد می‌کشد.
۲۰ سال پس از آن وقایع، کتنیس و پیتا دو فرزند به دنیا می‌آورند. کتنیس نگران روزی است که بچه‌ها در مورد دخالت والدینشان در بازی‌ها و جنگ بپرسند و سعی می‌کند با تلقین چیزهای خوب به خودش، از این اضطراب بکاهد. نهایتاً کتاب با این جمله از کتنیس به پایان می‌رسد: «…اما بازی‌های بسیار بدتر از این هم وجود دارند.»

## درون‌مایه‌ها
بررسی‌ها به این نکته اشاره کرده‌اند که بسیاری از درون‌مایههای موجود در کتاب‌های قبلی همچنان در زاغ مقلد هم پیگیری شده‌اند. در یک بررسی از بالتیمور سان نوشته شده‌است: «درون‌مایه‌های این مجموعه رمان همچون مشقت‌های جسمی، وفاداری در اوضاع شدیداً وخیم و پیمودن راهی که اخلاقاً دوپهلوست، در این قسمت هم حتی در مقیاس بزرگتر ادامه دارد.» در این کتاب، کتنیس با خیانت و خشونت علیه مردم سروکار دارد. در همان حین که او نمادی گیرا برای زندگی هزاران نفر شده، باید مردم را به سوی میدان جنگ هدایت کند. در نهایت، کتنیس متوجه می‌شود که او حتی نمی‌تواند به رئیس‌جمهور کوین، رهبر منطقه ۱۳، اعتماد کند.
در مصاحبه با کالینز، او گفت که این مجموعه «اشاراتی به مسائلی همچون فقر شدید، گرسنگی، ظلم و اثرات جنگ دارد.» کالینز در پاسخ به این که منشأ الهام این درون‌مایه چه بوده، گفت هنگامی که پدرش که به جنگ ویتنام می‌رفت، مطمئن بود که فرزندانش عواقب و اثرات جنگ را درک می‌کنند. ایوان زیپ از کریسچن ساینس مانیتور معتقدست این رمان «بی‌رحمانه‌ترین بخش از سه‌گانه» بود و «کالینز جنگ آرامی را توصیف نکرده؛ شخصیت‌های او دربارهٔ اخلاقی بودن تاکتیک‌های مورد استفاده در جنگ، برای ساقط کردن دولت فاسد و غیراخلاقی، اختلاف نظر دارند و نهایتاً هزینه‌های گزافی برای تاکتیک‌هایشان می‌پردازند.» کتی رویف از نیویورک تایمز نوشت که «داستان نوجوانانهٔ بی‌نظیری است و در آن به ظرافت، طغیان علیه قدرت ظالمانه و مستبدانهٔ دنیای بزرگسالان شرح داده شده‌است.» باب مینزشیمر در یک بررسی برای یواس‌ای تودی به خوش‌بینی رمان‌ها اشاره می‌کند: «ظهور امید از دل ناامیدی؛ حتی در آینده‌ای ویرانشهری، آینده‌ای بهتر قابل تصور است.»
مینزشیمر همچنین معتقدست در سراسر این مجموعه رمان، سؤال اصلی پیتا این بوده که این رخدادها «واقعی است یا نه؟» سوزان کارپنتر از لس آنجلس تایمز نیز دربارهٔ رمان نوشته: «زاغ مقلد خوانندگان را به سرزمین‌هایی جدید می‌برد که دنیایی وحشی‌تر و مغشوش‌ترست: جایی که معلوم نیست شخصیت‌ها در کدام جبهه قرار دارند، جایی که وفاداری افراد مکرراً تغییر می‌کند.»

## تاریخ انتشار
زاغ مقلد نخست در ۲۴ اوت ۲۰۱۰ در ایالات متحده و کانادا منتشر شد. در انگلستان، نیوزیلند و استرالیا یک روز بعد، در ۲۵ اوت ۲۰۱۰، پخش شد. کتاب صوتی هم به‌طور همزمان در ۲۴ اوت ۲۰۱۰ توسط اسکلاستیک منتشر شد.

### فروش
این کتاب در چاپ نخست ۱٫۲ میلیون نسخه فروش داشته است در حالی که شمارگان اولیه ۷۵۰٬۰۰۰ نسخه بود. در اولین هفته از انتشار این کتاب بیش از ۴۵۰٫۰۰۰ نسخه فروخته شد. به دنبال آن، اسکلاستیک ۴۰۰٬۰۰۰ نسخهٔ اضافی بر چاپ اول خود افزود تا در نخستین چاپ بیش از ۱٫۶ میلیون دلار عایدش شود. مدیر فروش اسکلاستیک، الی برگر، گفت که فروش «بیش از همهٔ انتظارات» بود. این کتاب در قالب کتاب‌های الکترونیکی نیز انتشار یافت و در پایان هفته، ۲۹ اوت ۲۰۱۰، به صدر جدول فروش رفت و رکورد دختری با خالکوبی اژدها، که از ماه آوریل در بالاترین جایگاه این جدول بود، را شکست. دیگر کتاب‌های بازی‌های گرسنگی هم به جدول ده‌تای برتر راه یافتند؛ رمان اول به رتبهٔ پنجم و دومی به رتبهٔ هشتم رسیدند.  این کتاب تا مارس ۲۰۱۲ بیش از ۹ میلیون نسخه فروش داشت و این رقم تا سال ۲۰۱۴ به بیش از ۱۸ میلیون نسخه رسید.

### تبلیغات
برای تبلیغ کتاب زاغ مقلد چندین کتابفروشی طرفداران را برای انتشار شبانه نگهداشتند. رویداد رسمی با حضور کالینز و وجود سرگرمی‌های مختلفی همچون فالگیران، جادوگران، تردست‌ها و صورت‌نگاران، در شهر نیویورک برگزار شد. جوایزی از جمله نسخه امضاشدهٔ اشتعال و فنجان‌های منقش به تصاویر مربوط به بازی‌های گرسنگی هم اهدا شد. کالینز فصل اول رمان را خواند و توضیح داد که او سعی کرده با لهجهٔ کتنیس، که راوی داستان است، متن را بخواند چون او در رمان اهل آپالاشیا است. نیمه‌شب نسخه‌ای با امضای مهرشدهٔ کالینز به فروش رسید؛ چون دست کالینز آسیب دیده بود و قادر به امضای همهٔ کتاب‌ها نبود.
قبل از انتشار، اسکلاستیک یک تریلر نیز برای کتاب منتشر کرد و یک صفحهٔ فیس‌بوک برایش راه انداخت که در ۱۰ روز بیش از ۲۲٬۰۰۰ طرفدار به دست آورد. همچنین رقابتی برای کتاب‌فروشان گذاشت تا برنده با کالینز ملاقات کند و ساعت شمارش معکوسی آنلاین برای تاریخ انتشار کتاب راه‌اندازی کرد. همچنین تبلیغاتی برای کتاب در وبگاه‌هایی مانند انترتینمنت ویکلی و رمانتیک تایمز قرار داد. انجمن ملی سرگرمی کلکسیون‌داران نیز کالاهای دیگری مانند تی-شرت، پوستر بازی‌ها و دستبند را به فروش رساندند. کالینز همچنین «بلاگ تور منطقهٔ ۱۳» را برگزار کرد که در آن ۱۳ برنده در ۲۴ اوت ۲۰۱۰ یک نسخهٔ مجانی از کتاب زاغ مقلد را دریافت کردند. یک تور نیز برنامه‌ریزی شد که در بوکز آو واندر نیویورک آغاز شد و یک مهمانی رسمی هم در آنجا برگزار شد. این تور در ۶ نوامبر ۲۰۱۰ در سومین کتاب‌فروشی لیک فورست پارک واشینگتن به پایان رسید.

## نقدها
زاغ مقلد به‌طور کلی نقدهای مثبتی از منتقدان دریافت کرد. برخی بررسی‌ها بین اشتعال و آغاز زاغ مقلد مردد بودند. نیکول اسپرلینگ از انترتینمنت ویکلی به این کتاب یک نمرهٔ B+ داد . پابلیشرز ویکلی یک بررسی ستاره‌دار به این کتاب اختصاص داد و در آن نوشت: «بهترین تا به حال، به زیبایی هماهنگ‌شده و رمانی هوشمندانه است که در هر سطحی موفق است.» این نقد و بررسی در ادامه به ستایش از «تفسیر اجتماعی برّان و بنای دنیایی جذاب» در کتاب پرداخته. کیرکوس ریویوز هم برای زاغ مقلد یک بررسی ستاره‌دار نوشت و گفت که این کتاب دقیقاً همان چیزی است که طرفدارانش به دنبال آن می‌گشتند و این که «این کتاب بر آن‌ها چنگ می‌زند و اجازه نمی‌دهد رهایش کنند.» سوزان کارپنتر از لس آنجلس تایمز مقایسه‌ای بین میدان جنگ آن با جنگ عراق کرد و گفت این کتاب هر ذره‌اش به اندازه بار نخست در این سری، اصیل و بدیع است. این نقد با عبارت «وای» پایان می‌یافت.
نانسی نایت از بالتیمور سان می‌گوید: کتاب «در ظاهر شاد به پایان می‌رسد، اما اثرات جنگ و تلفات دلخراش، شیرین نیستند» و بدین طریق خوانندگان در مورد اثرات جنگ بر جامعه فکر خواهند کرد. کتی رویف از نیویورک تایمز هم گفته‌است که این قسمت به اندازهٔ بازی‌های گرسنگی (کتاب اول) طرح‌ریزی بی‌نظیری نداشت. باب مینزشیمر از یو اس ای تودی به این کتاب نمرهٔ سه از چهار داد. ایوان زیپ در کریستین ساینس مانیتور آن را «کتابی خواندنی و کاملاً گیرا» توصیف کرده‌اند.
یک بررسی از ساکرامنتو بی صحنه‌های اکشن و نبرد در کاپیتول را ستایش کرده، بررسی همچنین با انتقاد از کالینز معتقدست زمان کافی برای به پایان رساندن سرنوشت همه‌چیز صرف نشده و «یأس زاغ مقلد به‌طور عمده آنجا رخ می‌دهد که کالینز واپسین صحنه‌اش را آغاز می‌کند. تقریباً به نظر می‌رسد که وقت و فصل‌های کافی برای تدوین تمام موضوعاتش اختصاص نیافته‌است.»

## فیلم اقتباسی
از روی سه‌گانهٔ بازی‌های گرسنگی یک سری فیلم اقتباس شد و با بازیگران آن در زمان ساخت فیلم بازی‌های گرسنگی در سال ۲۰۱۲، برای هر چهار فیلم قرارداد امضا شد. فیلم اقتباسی از زاغ مقلد به دو بخش تقسیم شد؛ بخش ۱ در ۲۱ نوامبر ۲۰۱۴ و قسمت ۲ در ۲۰ نوامبر ۲۰۱۵ منتشر شدند. فرانسیس لارنس، کارگردان بازی‌های گرسنگی: اشتعال، کارگردانی دو فیلم نهایی در این سری را نیز برعهده گرفت. جولیان مور هم به عنوان بازیگر «رئیس‌جمهور کوین» ایفای نقش کرد.